# Brenner János (építész)
Brenner János (Szombathely, 1927. március 20. – Budapest, 1997. március 12.) Ybl Miklós-díjas építészmérnök, gyakorló és elméleti városépítész, szakoktató, szakíró. 
2018. szeptember 14-én  nagyszabású eseményt rendeztek az építész emlékére a Lakatos lakótelep közössége részvételével. Brenner János építészeti munkásságának mérföldkövét jelentő Lakatos úti lakótelepnek otthont adó Budapest XVIII. kerület Önkormányzata kezdeményezte, hogy a lakótelep közelében lévő volt erőműi tavat és időközben rehabilitált környezetét Brenner János parknak nevezzék el.

## Főbb alkotásai
- Bp. Kerepesi uti lakótelep beépítési terve

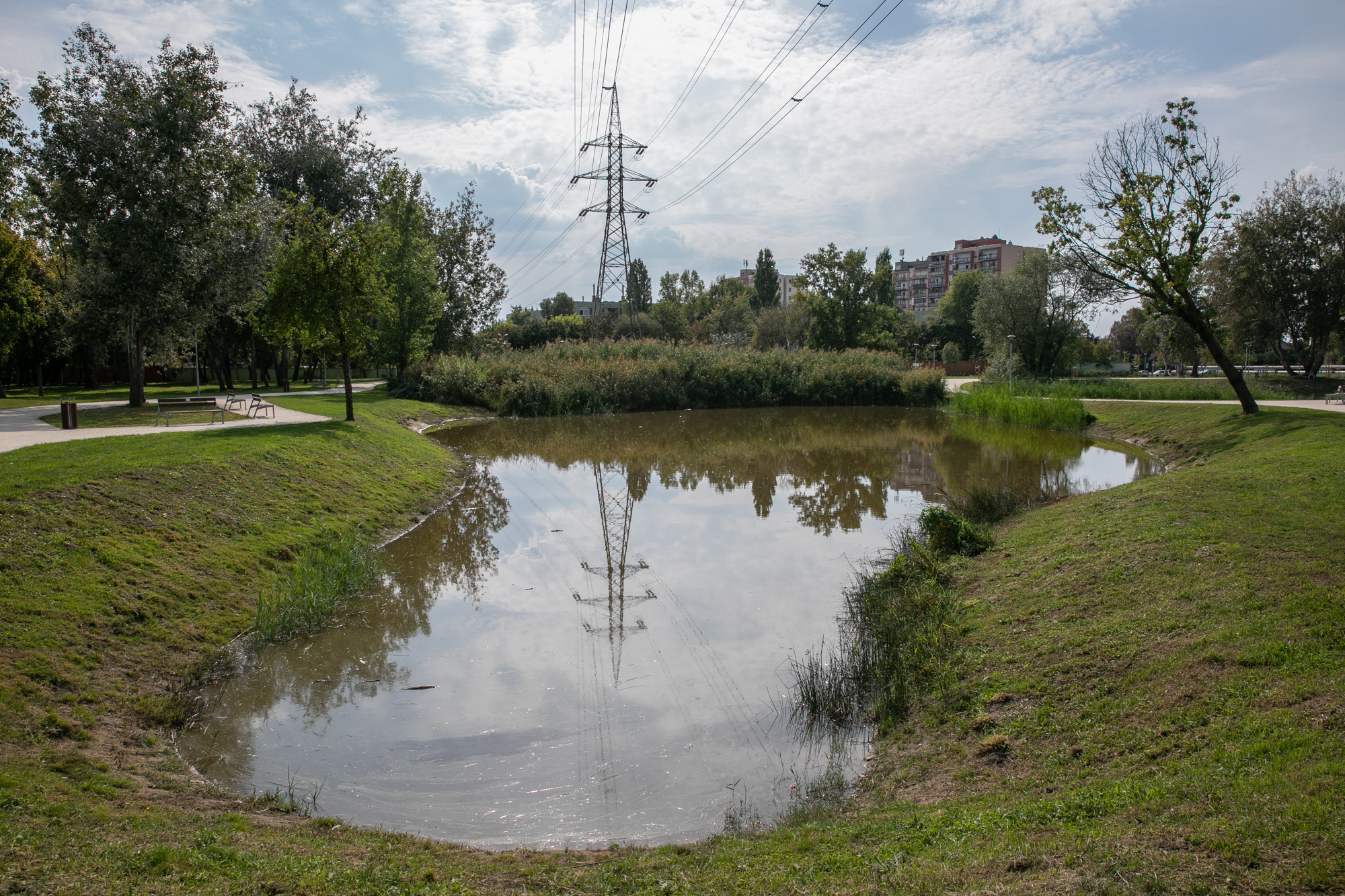
Büdi-tó

- Bp. Római-part üdülőterület terve
- Bp. LakatBüdi-tóos uti lakótelep terve

## Képgaléria

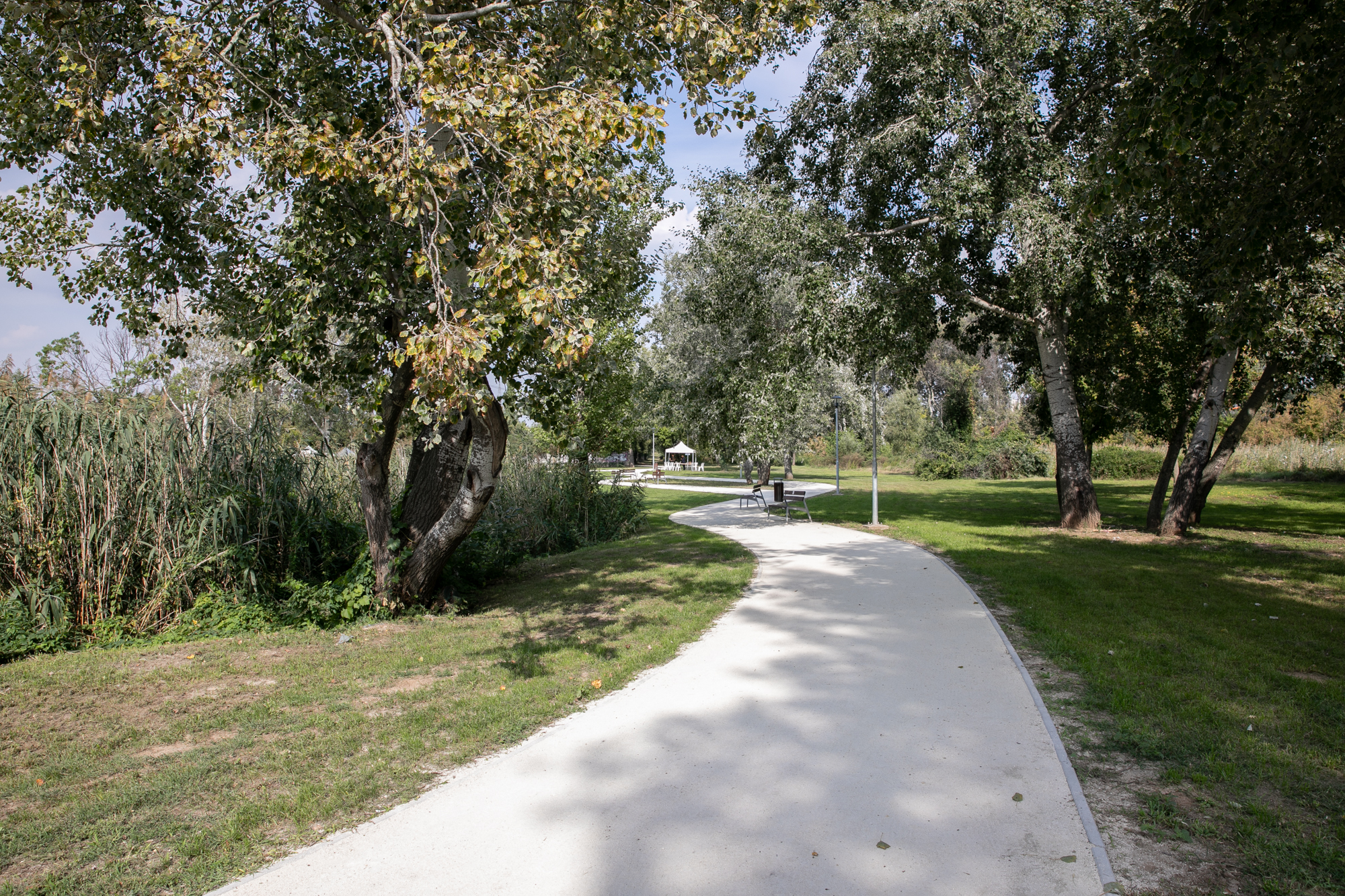
sétány

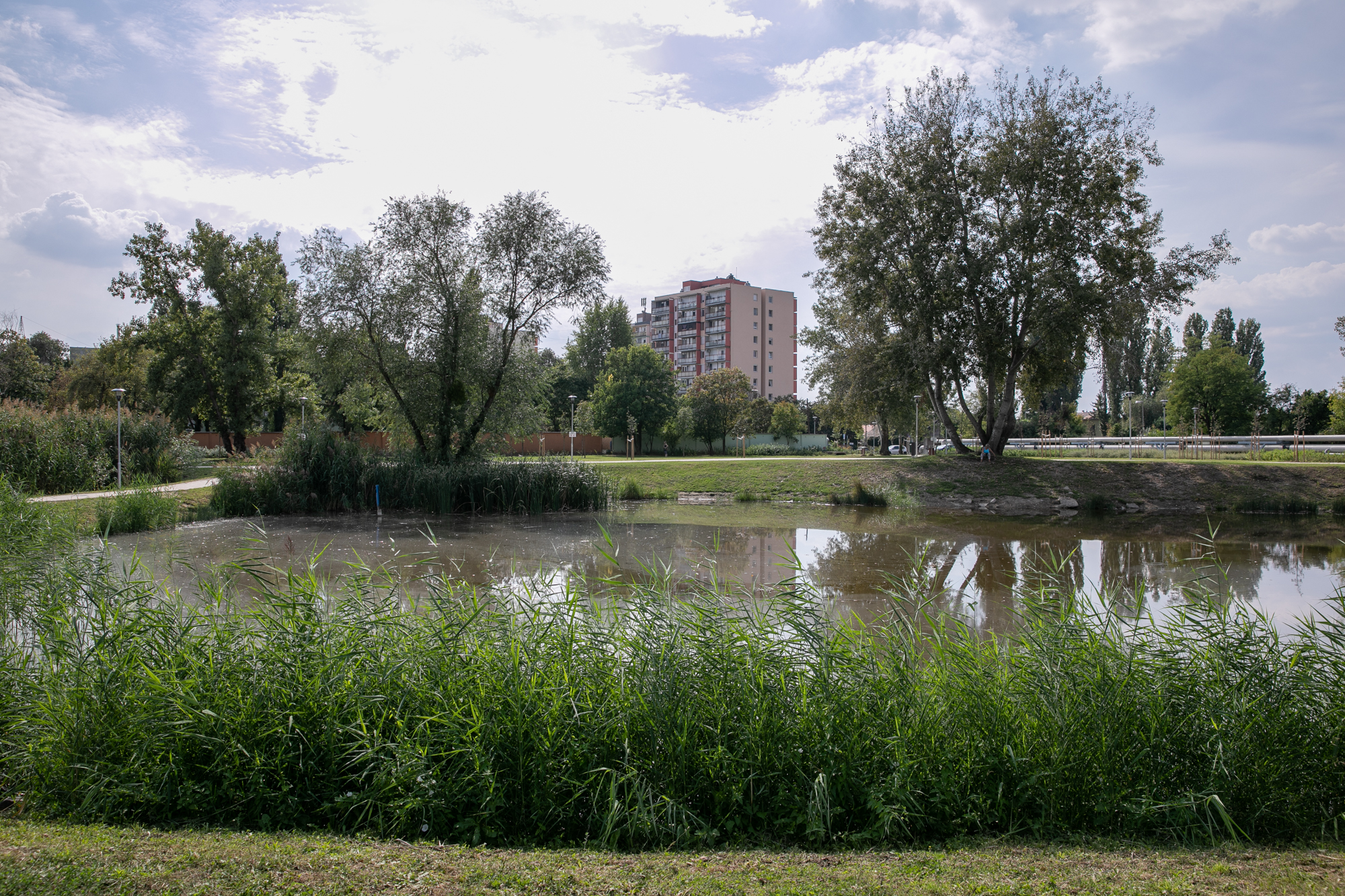
Brenner János park

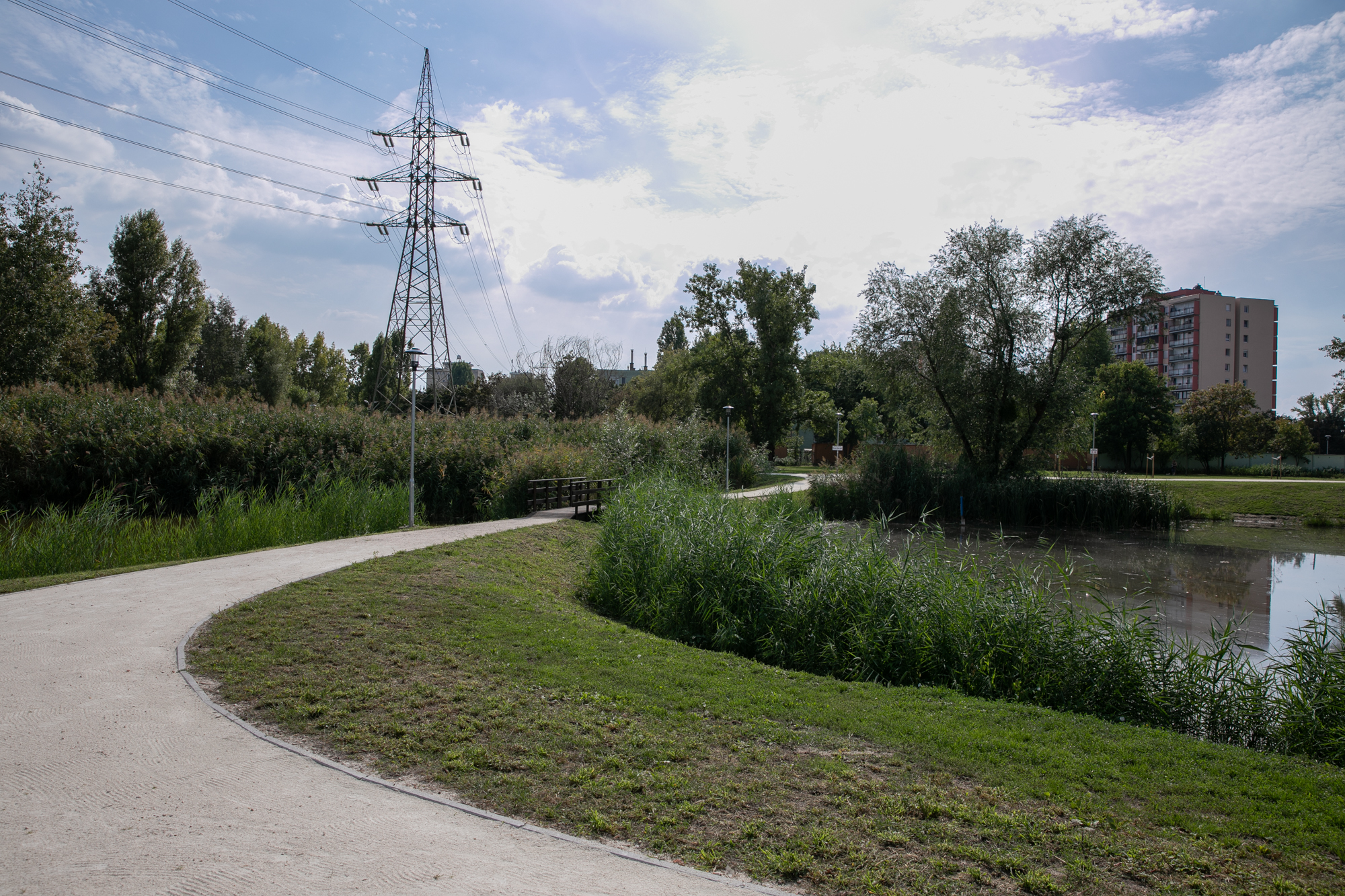
Büdi-tó+sétány

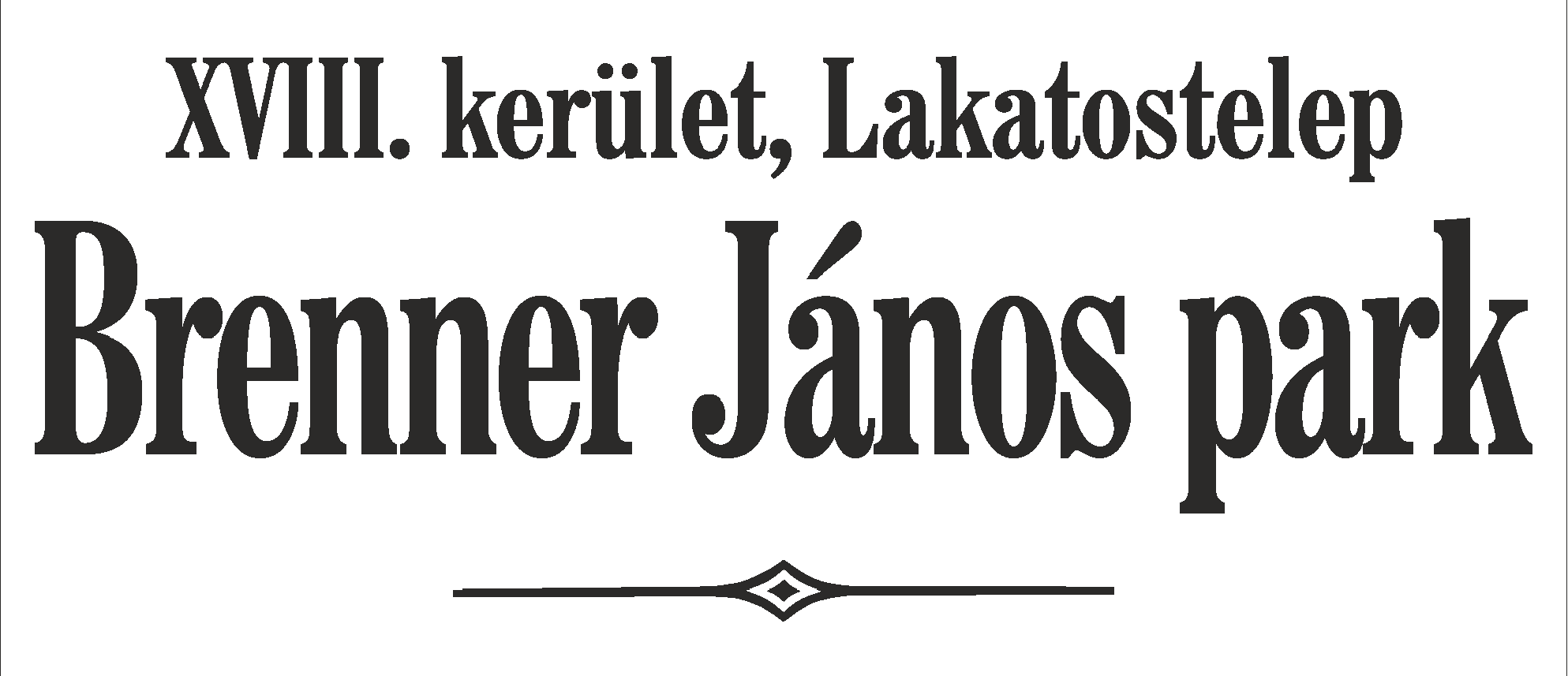
utcatábla

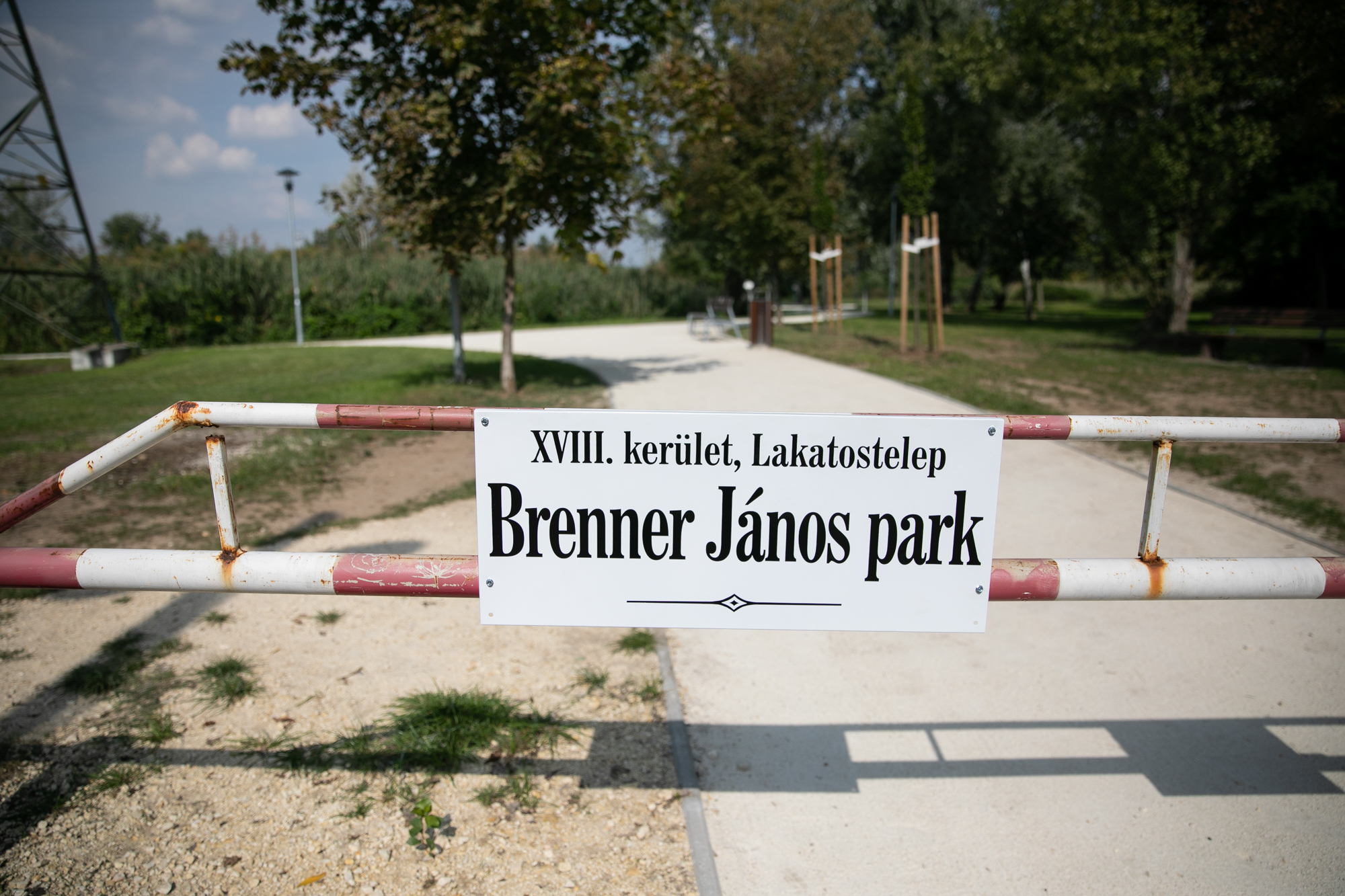
sorompó

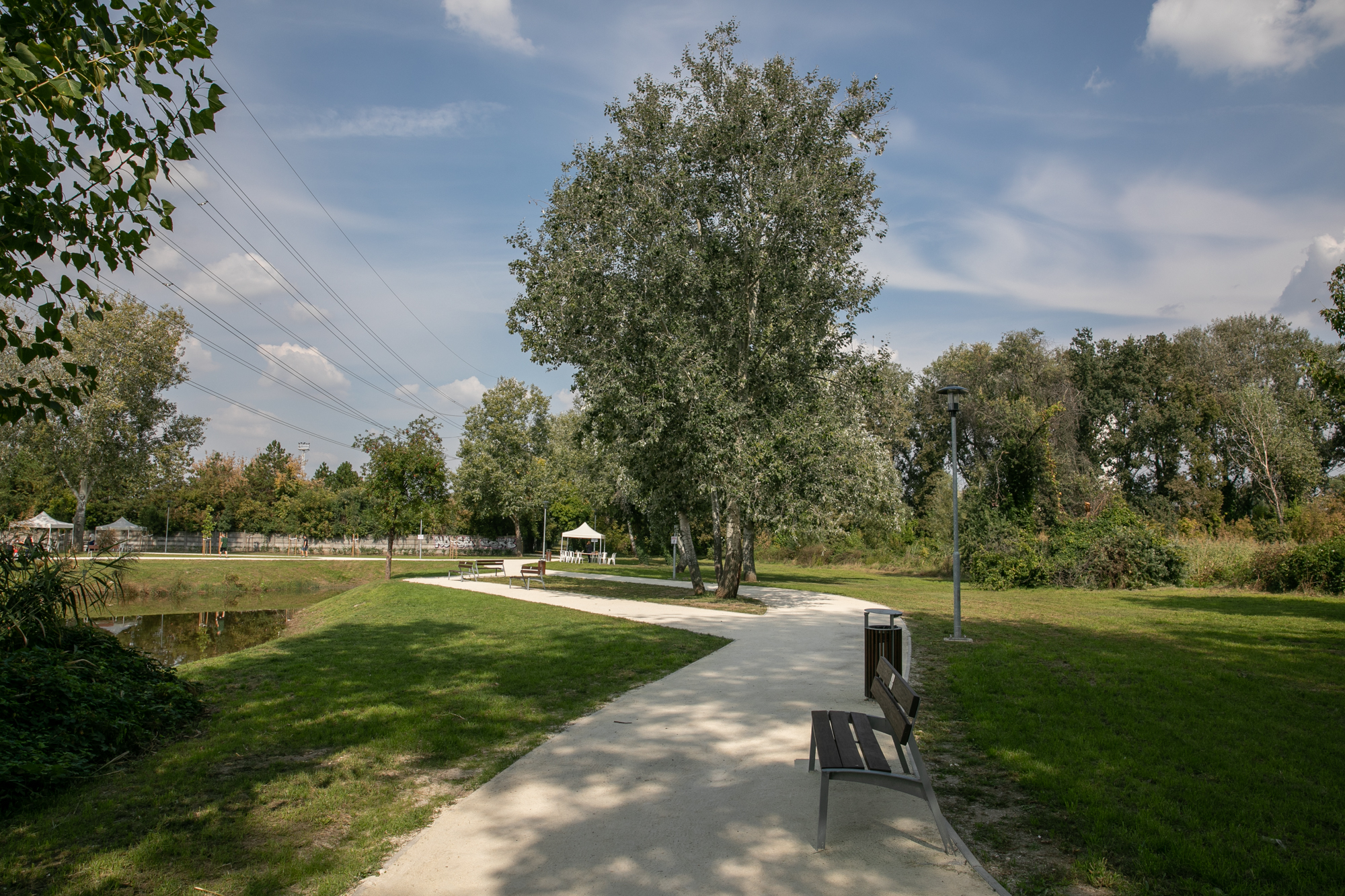
sétány

## Szakmai, közéleti elismerései
- Ybl Miklós-díj (1964)
- Hild János-díj (1981)